# Unis cornus
Unis Cornus ist eine deutsche Musikgruppe, die mittelalterliche Musik macht.

## Herkunft des Namens
Der Name „Unis Cornus“ ist abgeleitet vom lateinischen Unicornis (= Einhorn), kann aber auch „Vereinigter Heeresflügel“ bedeuten. Die zweite Bedeutung rückt jedoch in den Hintergrund, da die Spielleute von Unis Cornus ein Einhorn als Logo auf ihren Fahnen nutzen. Somit ist der Name genaugenommen keine existierende Bezeichnung, sondern ein Fantasiename.

## Musikstil
Die Musik von Unis Cornus ist geprägt von kräftigen rauen Schlagwerk-Rhythmen und eingängigen Melodien von Drehleier und Geige. Sie lässt sich in die Kategorie „Mittelalter-Folk“ einordnen.
Bedingt durch die naturgemäß relativ leisen Melodieinstrumente, treten Unis Cornus bevorzugt mit Verstärkung auf. Auch wenn hin und wieder rein unverstärkte Auftritte, bei denen nur sehr wenig Schlagwerk eingesetzt wird, stattfinden, entwickelt sich Unis Cornus’ Musik erst mit dem Einsatz des kompletten Schlagwerks zur vollen Blüte.
Die Künstler arbeiten in ihren Werken historische Themen auf. Es geht in erster Linie um das Leben des Einzelnen und der Gemeinschaft im Mittelalter. Die Gruppe versucht mit den Inhalten von Liedern wie „Die Nacht“, oder „Ich will Dich“, die komplett anderen Lebensumstände in dieser Zeitperiode zu verdeutlichen. Von Kriegen im Mittelalter, bis hin zu Alltagsereignissen. Behandelt werden die verschiedensten Sichtweisen von verschiedenen Standpunkten der unterschiedlichen damaligen Bevölkerungsschichten.

## Auftritte
Die Künstler treten sowohl regional, überregional als auch im Ausland auf. Als Beispiele seien genannt Amerang, Mannheim, Kufstein, aber auch regelmäßige Auftritte in den Regionen Schwarzwald, Pfalz, Hessen, Franken, Niederbayern.

## Besetzung
- Erik Krappmann: Drehleier und Gesang
- Matthias Baus: Schlagwerk, Geige und Gesang
- Tobias Betz: Schlagwerk
- Alexander Krappmann: Schlagwerk

## Geschichte
Die Gruppe wurde 2001 von Erik Krappmann, Matthias Baus und Tobias Betz gegründet. Alle drei Musiker spielten schon vor der Gründung zusammen in der Formation „Midnight Come“, in der ebenfalls das Thema „mittelalterliche Musik“ eine wichtige Rolle spielte. Im Unterschied zu Unis Cornus, produzierte man bei „Midnight Come“ jedoch Melodierock mit mittelalterlichem Einfluss. Unis Cornus spielt keine Mittelalterstandards, sondern komponiert selbst. Knapp ein Jahr nach der Gründung hat die Gruppe ein erstes, zwar noch unfertiges, jedoch bühnenfähiges Konzept entwickelt und kann ein ca. 45 Minuten langes Programm präsentieren.
Die Spielleute änderten 2004 den Bühnenaufbau weg vom klassischen Schlagzeug (Schlagzeuger sitzend in zweiter Reihe), hin zum finalen Bühnenaufbau. Ab diesem Jahr stehen die Musiker nebeneinander auf der Bühne. Der Bühnenaufbau wirkt dadurch symmetrischer und ist flexibler an verschiedene Bühnenverhältnisse anpassbar. Diese Veränderung brachte aber auch Schwierigkeiten mit sich. Viele Stücke der Gruppe mussten neu arrangiert werden, da das „neue“ Konzept veränderte Spieltechniken mit sich brachte. In diesem Jahr produzierten die Musiker ihre erste CD „tar“, bei der unter anderem „ein Heer“ im Studio stand und auch Melanie Christians als Gastmusiker mitwirkte.
Um genug Zeit für neue Lieder und bandinterne Projekte zu haben, limitierte die Gruppe 2008 ihr Auftrittsvolumen auf höchstens zehn Events im Jahr. Gleichzeitig erhielt die Band Verstärkung durch Nachwuchsschlagwerker Alexander Krappmann, der bei verschiedenen Events Gastauftritte trommelt.
2010 erschien die CD „Durch die Nacht“. Gleichzeitig wurde der bisherige Gasttrommler Alexander Krappmann fest in die Gruppe integriert.

## Diskografie
- 2004: Tar (R&A Records LC 07974)
- 2010: Durch die Nacht (R&A Records LC 07974)